# Loi salique (patience)
Pour les articles homonymes, voir Loi salique (homonymie).
La loi salique est une patience extraite du Livre des patiences attribué à une « marquise de Fortia ». Ce livre, paru vers 1840, dédié aux « personnes qui n'ont rien à faire », est le premier ouvrage connu sur le sujet.

## Origine du nom
Dans cette patience, comme dans la loi du même nom qui régit la transmission du titre de Roi de France et écarte les femmes du pouvoir, les dames ne sont pas prises en compte selon « une nécessité » qualifiée de « malheureuse ».

## Règle du jeu
Cette réussite se joue avec 2 jeux de 52 cartes.

## But du jeu
Le but du jeu est de composer des séries, qui vont de l'as au valet.

### Déroulement
Dans un premier temps, un des huit rois est sorti du jeu et est posé sur la table.

On prend alors les cartes restantes et on les retourne les unes après les autres :
- les dames sont écartées ou, au gré des préférences des joueurs, posées au dessus des as ;
- les as permettent de commencer des séries, et vont se placer sur une ligne au-dessus des rois ;
- les rois sont posés à droite des rois déjà sortis ;
- les autres cartes sont empilées sur le roi le plus à droite.

À tout moment, les actions suivantes sont possibles :
- compléter une série avec une carte prise sur le dessus de la pile d'un roi ; les séries se font indépendamment de la couleur. Par exemple, il est possible de placer un 2 de cœur sur un as de pique ;
- déplacer la carte du dessus de la pile d'un des rois sur un roi non recouvert.

### Fin de partie
La réussite est gagnée si, à la fin du paquet, les huit séries as-valet peuvent être complétées.